# Katedralen i León
Katedralen i León, på spansk Basílica Catedral de la Asunción de León med det officielle navn Insigne y Real Basílica Catedral de la Asunción de la Bienaventurada Virgen María, er en romersk-katolsk katedral i byen Léon i Nicaragua. Kirken blev tegnet af Diego José de Porres Esquivel og opført under den koloniale periode mellem 1747 til 1814 og den blev indviget af pave Pius IX i 1860. 
Den er i barokstil, men tårn og facade er i neoklassisk stil. I 2011 kom katedralen på UNESCOs Verdensarvsliste
12°26′8″N 86°52′46″V / 12.43556°N 86.87944°V